# Крушинська Олена Анатоліївна
Оле́на Анато́ліївна Круши́нська (нар. 19 жовтня 1978, Київ) — український краєзнавець, дослідник і популяризатор пам'яток архітектури України, зокрема дерев'яних храмів і млинів, авторка книжок «Сорок чотири дерев'яні храми Львівщини», «Два береги Збруча» (у співавторстві з Д. Малаковим та Ю. Козорізом), «Дністер. Туристичний путівник» у двох томах, «Zakarpatí. Průvodce bývalou Podkarpatskou Rusí» та ін., редактор і упорядник історико-краєзнавчих видань, авторка сайтів «Дерев'яні храмі України» та «Львівські ремінісценції». Кандидат хімічних наук (2005).

## Життєпис
Закінчила Київський національний університет імені Тараса Шевченка (диплом магістра з відзнакою, 2000), потім аспірантуру. Захистила кандидатську дисертацію за спеціальністю «аналітична хімія» (2005).
2003—2010 — молодший науковий співробітник, потім науковий співробітник у складі наукової групи проф. О. А. Запорожець на кафедрі аналітичної хімії хімічного факультету Київського університету. Автор 25 наукових робіт і одного патенту на винахід, учасник 17 міжнародних і всеукраїнських конференцій у галузі аналітичної хімії.
Кар'єру хіміка завершила 2010 року, щоб присвятити весь свій час власним проєктам у галузі дослідження й популяризації пам'яток, над якими багато працювала вже від 2005 року. Найбільші проєкти, присвячені дерев'яним храмам, млинам, пам'яткам Наддністрянщини і Закарпаття, дослідженню творчості О. С. Афанасьєва-Чужбинського, знайшли своє відображення у відповідних виданнях, де Олена Крушинська є автором або упорядником, — книжках, статтях, тематичних журналах тощо.
Від 2005 р. співпрацює з журналами «Міжнародний туризм», «Welcome to Ukraine» та ін. як журналіст і фотограф: упродовж 2005—2020 у згаданих журналах вийшло майже 90 її статей.
У 2016—2019 рр. працювала у видавництві «Апріорі» (організація презентацій, участь у книжкових виставках, переклад і видання книжок чеських авторів та ін.), від 2019 року співпрацює з ним як перекладач та літературний редактор. У 2020—2021 рр. — літературний редактор газети «Культура і життя».

## Дослідницька і громадська діяльність

### Дерев'яні храми України
2005 року започаткувала проєкт "Дерев'яні храми України, який було підтримано Грантом Президента України для обдарованої молоді на 2006 рік. Обличчям проєкту став авторський сайт «Дерев'яні храмі України» — перший вебресурс, присвячений дерев'яним церквам, і дотепер єдиний, який охоплює пам'ятки всієї України. Метою проєкту є пошук, структуризація, поширення і популяризація інформації про пам'ятки дерев'яної архітектури України, привернення уваги суспільства до проблем їхньої охорони і збереження.
Від 2007 року авторка власними силами досліджує дерев'яні церкви, зокрема у численних експедиціях Україною, публікує присвячені ним матеріали у книжках і журналах, формує електронний фотоархів, розвиває сайт «Дерев'яні храми України» та веде однойменну сторінку на Фейсбуку. Її книжка «Сорок чотири дерев'яні храми Львівщини» (2007) стала першим українським путівником, присвяченим виключно пам'яткам дерев'яної архітектури. Багато інформації про дерев'яні церкви увійшло й в інші видання Олени Крушинської — «Дністер. Туристичний путівник», «Zakarpatí. Průvodce bývalou Podkarpatskou Rusí», «Два береги Збруча», створені нею випуски часопису «Галицька брама» — «Закарпаття: від Ужоцького перевалу до Ужгорода» і «Закарпаття: від Верецького перевалу до Сваляви та Чинадієва». Опублікувала численні інтерв'ю і статті на тему дерев'яних церков та їхнього збереження, зокрема — серію статей «Wooden Churches of Ukraine» в англомовному журналі «Welcome to Ukraine» (2008—2010).
Співпрацює з українськими та закордонними фахівцями в цій галузі. Фотографії Олени Крушинської увійшли до енциклопедичного двотомного видання істориків архітектури Їржі Лангера і Карела Кучі «Dřevěné kostely a zvonice v Evropě» (Прага, 2009), до книжок дослідника дерев'яної архітектури Закарпаття Михайла Сирохмана «Дерев'яні церкви та дзвіниці Закарпаття» (Пряшів, 2016), «Втрачені церкви Закарпаття» (Київ, 2021) та ін.
Від 2010 року — член міжнародного товариства The Society for the Research of Wooden Churches and Belltowers (Товариство дослідження дерев'яних храмів і дзвіниць).
У 2014 році очолювала журі спеціальної номінації «Дерев'яна архітектура» в українській частині конкурсу «Вікі любить пам'ятки».
Підтримує громадські ініціативи з порятунку дерев'яних церков. Член ініціативної групи «Врятувати церкву в Кугаєві».
У 2021 — учасник проєкту «Втрачені церкви Закарпаття», реалізованого за підтримки Українського культурного фонду. У рамках проєкту написала серію статей для інтернет-видання «Лівий берег (LB.ua)», згодом розмістила на сайті «Дерев'яні храми України» розширені версії статей «Коли зникає дерев'яна церква», «Михайло Сирохман: „Пам'ятка — це не просто споруда, це відбиток епохи“» (інтерв'ю), «Європейський досвід: як зберігають дерев'яні церкви наші сусіди».

### Млини України
Від 2009 року співпрацює з Українською млинологічною асоціацією, виступала з усними доповідями на Першій міжнародній науковій конференції «Історія українського традиційного млинарства» (Черкаси, 2009), міжнародному семінарі «Vodní mlýny IV» (Чехія, Високе Мито, 2011), 14-му Симпозіумі TIMS (Румунія, Сібіу, 2015). Член Міжнародного млинологічного товариства — TIMS (The International Molinological Society).
У 2019 р. — ініціатор і координатор проєкту «Видання „Українського млинологічного журналу“ у паперовій та цифровій версіях і видання листівок „Вітряки України“ з авторськими малюнками», реалізованого за підтримки Українського культурного фонду. У рамках проєкту виступила редактором і упорядником другого випуску «Українського млинологічного журналу», що містить статті 40 авторів з України, Німеччини, Нідерландів та Бельгії й детально анотований англійською мовою, започаткувала сторінку «Млини України» на Фейсбуку, організувала презентації журналу на 15-му Симпозіумі TIMS у Берліні, на Загальночеському семінарі «Vodní mlýny» в Усті-над-Орліці, у Львові, Харкові, Черкасах та Ужгороді, спільно з Державною науковою архітектурно-будівельною бібліотекою імені В. Г. Заболотного організувала і провела «День млинів», що включав презентацію проєкту та відкриття трьох тематичних виставок.
Опублікувала присвячені млинам статті в обох випусках «Українського млинологічного журналу», у збірках матеріалів конференцій, в журналах «International Molinology» і «Le Monde des Moulins» («Світ млинів»). Описи млинів містять і її власні видання — «Дністер. Туристичний путівник», «Zakarpatí. Průvodce bývalou Podkarpatskou Rusí», «Два береги Збруча», випуск часопису «Галицька брама» — «Закарпаття: від Ужоцького перевалу до Ужгорода».
Голова журі спеціальної номінації «Млини» в українській частині конкурсу «Вікі любить пам'ятки» у 2019, 2020 і 2021 рр. У процесі підготовки до конкурсу завдяки краєзнавцям Олександрові Михайлику та Олександрові Данілову вперше було створено списки нині існуючих млинів та Гугл-мапу млинів України. Залучила до журі президента TIMS Віллема ван Берґена, завдяки чому результати конкурсу висвітлювалися у періодичному виданні TIMS «International Molinology», яке читає понад 500 членів товариства у 35 країнах світу. У 2022 році журнали «International Molinology» і «Le Monde des Moulins» на знак солідарності вийшли з українськими млинами й українським прапором на обкладинці, а Федерація млинів Франції провела збір коштів і передала понад 5000 євро для ЗСУ на потреби військових медиків.

### Дослідження пам'яток долини Дністра
На основі сплавів у складі еколого-культурологічної експедиції «Дністер» (2004, 2005, 2006, 2008, 2013, 2017), десятків автомобільних подорожей (2003—2014) і опрацювання великого масиву літератури створила книжку «Дністер. Туристичний путівник» загальним обсягом понад 1000 сторінок. Перший том «Від витоків до гирла Збруча» вийшов у видавництві «Центр Європи» 2016 року, другий том «Від гирла Збруча до Чорного моря» — у 2017. Книжка Олени Крушинської стала першим путівником і першим історико-краєзнавчим виданням, присвяченим Дністру. У ньому розповідається про замки, фортеці, монастирі, муровані й дерев'яні храми і синагоги, забудову історичних містечок, панські маєтки і печерні монастирі — загалом понад 500 пам'яток архітектури. Не лишилися поза увагою авторки фортифікації часів Першої і Другої світових воєн, залізниці, промислові споруди, млини, мости і поромні переправи. В описі природи акцент зроблено на наймальовничіші об'єкти: каньйони Дністра та його допливів, гори, скелі, водоспади, озера, заповідні урочища і печери. Книжка містить понад півтори тисячі ілюстрацій — сучасних і архівних фотографій, малюнків, картосхем.
2016—2018 — авторка організувала і провела презентації першого і другого томів книжки «Дністер. Туристичний путівник» у Києві,, Львові, Тернополі.
Путівник високо оцінила у своїй рецензії кандидат історичних наук, науковий співробітник відділу наукової бібліографії Львівської національної наукової бібліотеки України ім. В. Стефаника, дослідниця історії путівників Україною Маріанна Мовна.

### Дослідження пам'яток Закарпаття
У 2008—2013 рр. здійснила численні подорожі Закарпаттям і на основі зібраних матеріалів упродовж 2013—2014 рр. написала путівник на замовлення чеського видавництва «Academia» (колишнє видавництво Чеської академії наук). Путівник містить 120 статей про пам'ятки або групи пам'яток, впорядковані за назвами населених пунктів. Для кожної пам'ятки наведено основні дані про її вік, архітектурний стиль, хронологію розбудови, пов'язані з нею історичні факти. Текст супроводжує 620 ілюстрацій — здебільшого фотографії, зроблені авторкою під час мандрівок Закарпаттям, а також архівні світлини. Переклад путівника чеською мовою здійснила Ріта Кіндлерова. Книжка під назвою «Zakarpatí. Průvodce bývalou Podkarpatskou Rusí» вийшла 2017 року й була презентована в літературній кав'ярні видавництва «Academia» у Празі в присутності Надзвичайного і Повноважного Посла України в Чеській Республіці Євгена Перебийноса та його дружини, богемістки Ольги Перебийніс. Видатний українознавець, бібліограф, літературознавець, мистецтвознавець, фахівець із карпатистики академік Микола Мушинка (Пряшів) надзвичайно зрадів появі такої книжки і написав на неї рецензію, що вийшла на сайті «Закарпаття онлайн» та у газеті «Новини Закарпаття».
2015—2016 — створила два випуски історико-краєзнавчого часопису «Галицька брама», присвячені Закарпаттю (редактор і упорядник, автор кількох статей), — «Закарпаття: від Ужоцького перевалу до Ужгорода» і «Закарпаття: від Верецького перевалу до Сваляви та Чинадієва». До них увійшли статті Михайла Сирохмана, Йосипа Кобаля, Михайла Приймича, Василя Коцана, Олександра Дзембаса та інших закарпатських істориків, музейників, мистецтвознавців.
У період подорожей Закарпаттям активно співпрацювала з чесько-українським проєктом «Туристичні марки» (2008—2013).

### Дослідження творчості О.С.Афанасьєва-Чужбинського
У 2016 році ініціювала перевидання книжок «Нариси Дніпра» і «Нариси Дністра» О. С. Афанасьєва-Чужбинського (за матеріалами експедиції 1856—1860 рр.) в перекладі українською мовою у видавництві «Апріорі», виступила редактором перекладу, автором вступних статей та приміток. Відтоді досліджує життя, творчість, етнографічну і краєзнавчу діяльність Афанасьєва-Чужбинського. У 2016—2018 рр. організувала і провела численні презентації його «Нарисів Дніпра» та «Нарисів Дністра» у Києві, Львові, Ніжині, Полтаві, Дніпрі, Херсоні. Розповідала про Афанасьєва-Чужбинського на радіо. Щороку організовує зустрічі у день його народження (11 березня за н. с.), зокрема, у 2023 році святкування відбулося на його малій батьківщині — в Лубнах, у Лубенському краєзнавчому музеї, за участі гостей з рідного села дослідника — Ісківців.

### Діяльність літературного редактора і перекладача
Від 2016 року працює як літературний редактор історико-краєзнавчих та мистецтвознавчих видань, зокрема, виконала літературне редагування книжок: Михайло Сирохман «Павло Бедзір» (Ужгород, 2018), Євген Букет «Семен Неживий — лицар Холодного Яру» (Київ, 2020), Михайло Сирохман «Шлях закарпатського живопису» (Ужгород, 2021), Михайло Сирохман «Втрачені церкви Закарпаття» (Київ, 2021). Для видавництва «Апріорі» виконала літературне редагування книжок: Філіп Дормер Стенгоуп, граф Честерфілд «Листи до сина» (2022), Халіль Джибран «Пророк. Пісок і піна» (2023), Хосе Карлос Сомоса « Печера ідей» (2023), Алан Лайтмен «Сни Айнштайна» (2023).
2018—2021 рр. — переклала з чеської мови три книжки видатного чеського інтелектуала Станіслава Комарека — «Чоловік як еволюційна інновація? Есеї про чоловічу природу, сексуальність, життєві стратегії та метаморфози маскулінності», «Європа на роздоріжжі» > і «Тіло, душа та їхнє спасіння, або Нариси про здоров’я, нездоров’я і психосоматику», що вийшли за підтримки Міністерства культури Чехії у видавництві «Апріорі». Спільно з Чеським центром організувала презентації книжки «Чоловік як еволюційна інновація?» за участі Станіслава Комарека та Юрія Винничука на Книжковому Арсеналі в Києві та у Львівському прес-клубі, розповідала про автора і його книжку на радіо. «Чоловік…» та «Європа» вибороли перше місце у Всеукраїнському рейтингу «Книжка року» за 2019 і 2020 роки, відповідно, набравши найбільшу кількість балів від експертів у номінації «СОФІЯ: Філософія / антропологія / психологія».

## Творчий доробок

### Книжки
- Олена Крушинська. Сорок чотири дерев'яні храми Львівщини. — К.: Грані-Т, 2007. — 120 с.
- Дмитро Малаков, Олена Крушинська, Юрій Козоріз. Два береги Збруча. — К.: Грані-Т, 2008. — 104 с.
- Олена Крушинська. Дністер. Туристичний путівник. У 2-х томах. Том перший. Від витоків до гирла Збруча. — Львів: Центр Європи, 2016. — 624 с., 929 іл.
- Олена Крушинська. Дністер. Туристичний путівник. У 2-х томах. Том другий. Від гирла Збруча до Чорного моря. — Львів: Центр Європи, 2017. — 496 с., 645 іл.
- Olena Krušynska. Zakarpatí. Průvodce bývalou Podkarpatskou Rusí. — Z ukrajinštiny přeložila Rita Kindlerová. — Praha: Academia, 2017. — 575 s. (Олена Крушинська. Закарпаття. Путівник колишньою Підкарпатською Руссю. — З української переклала Рита Кіндлерова. — Прага, Academia, 2017. — 575 с.)

### Статті
Автор майже 90 статей в журналах «Міжнародний туризм» і «Welcome to Ukraine», присвячених пам'яткам України, а також Франції та інших країн, автор низки науково-популярних статей в журналах історико-краєзнавчої тематики та збірках конференцій.

### Автор сайтів
- «Львівські ремінісценції» — фотогалерея неофіційного Львова, «міста бруківки і левів, сонця й дощу, храмів і двориків, міста, куди завжди повертаєшся…». Сайт започатковано 2004 року. Англійську та італійську версії сайту створив перекладач Андрій Маслюх.
- «Дерев'яні храми України» — авторський сайт, що містить сотні сторінок дерев'яних церков, впорядкованих за адміністративним поділом, галереї фотографій і малюнків, розділ з оцифрованою літературою тощо. Започатковано 2006 року.

### Упорядник і редактор книжок
Ініціатор, упорядник, редактор першого українського перевидання «Нарисів Дніпра» та «Нарисів Дністра» (Львів, «Апріорі», 2016) — двотомного видання етнографа, краєзнавця, письменника О. С. Афанасьєва-Чужбинського (за матеріалами експедиції 1856—1860 років), автор вступних статей до обох томів.
- Олександр Афанасьєв-Чужбинський. Нариси Дніпра / Упорядн., передмова Крушинська О. — Львів: Апріорі, 2016. — 544 с.
- Олександр Афанасьєв-Чужбинський. Нариси Дністра / Упорядн., передмова Крушинська О. — Львів: Апріорі, 2016. — 524 с.

### Упорядник і редактор журналів
- «Галицька брама», 2014, № 4-6 (232—234) «Закарпаття: від Ужоцького перевалу до Ужгорода»
- «Галицька брама», 2014, № 10-12 (238—240) «Закарпаття: від Верецького перевалу до Сваляви та Чинадієва»
- «Український млинологічний журнал». Випуск другий. [Архівовано 24 січня 2022 у Wayback Machine.] — Харків–Київ: Видавець Олександр Савчук, 2019. — 304 с., 545 іл.

### Перекладач
- Станіслав Комарек. Чоловік як еволюційна інновація? Есеї про чоловічу природу, сексуальність, життєві стратегії та метаморфози маскулінності / Перекл. з чеської Олени Крушинської, Тетяни Окопної. — Львів: Апріорі, 2018. — 432 с.
- Станіслав Комарек. Європа на роздоріжжі / Перекл. з чеської Олени Крушинської. — Львів: Апріорі, 2020. — 496 с.
- Станіслав Комарек. Тіло, душа та їхнє спасіння, або Нариси про здоров’я, нездоров’я і психосоматику / Перекл. з чеської Олени Крушинської. — Львів: Апріорі, 2021. — 232 с.

## Відзнаки
Перший том двотомного видання «Дністер. Туристичний путівник» (том 1 — «Від витоків до гирла Збруча» (2016), том 2 — «Від гирла Збруча до Чорного моря» (2017)) виборов премію «Найкраща книга Форуму видавців 2016» за спеціальною відзнакою малого журі «Львовознавці» й посів перше місце за 2016 рік у читацько-бібліотечному рейтингу, укладеному Державною науковою архітектурно-будівельною бібліотекою імені В. Г. Заболотного до 25-річчя Незалежності. Перший і другий томи «Дністра» увійшли у короткі списки Всеукраїнського рейтингу «Книжка року» у номінації «Візитівка» / «Краєзнавча і туристична література — дорожні нотатки — урбаністика» у 2016 і 2017 році, відповідно.
«Нариси Дніпра» і «Нариси Дністра» як двотомне видання увійшли у короткі списки Всеукраїнського рейтингу «Книжка року — 2016» у номінації «Візитівка» / «Етнологія — етнографія — фольклор — історія повсякдення — соціолінгвістика».
Книжка Станіслава Комарека «Чоловік як еволюційна інновація? Есеї про чоловічу природу, сексуальність, життєві стратегії та метаморфози маскулінності» в перекладі Олени Крушинської і Тетяни Окопної виборола перше місце у XXI Всеукраїнському рейтингу «Книжка року — 2019» у номінації «СОФІЯ: Філософія / антропологія / психологія»». «Європа на роздоріжжі» С. Комарека у перекладі Олени Крушинської виборола перше місце у «Книжці року — 2020» в тій самій номінації.